# Alexander Hasenclever

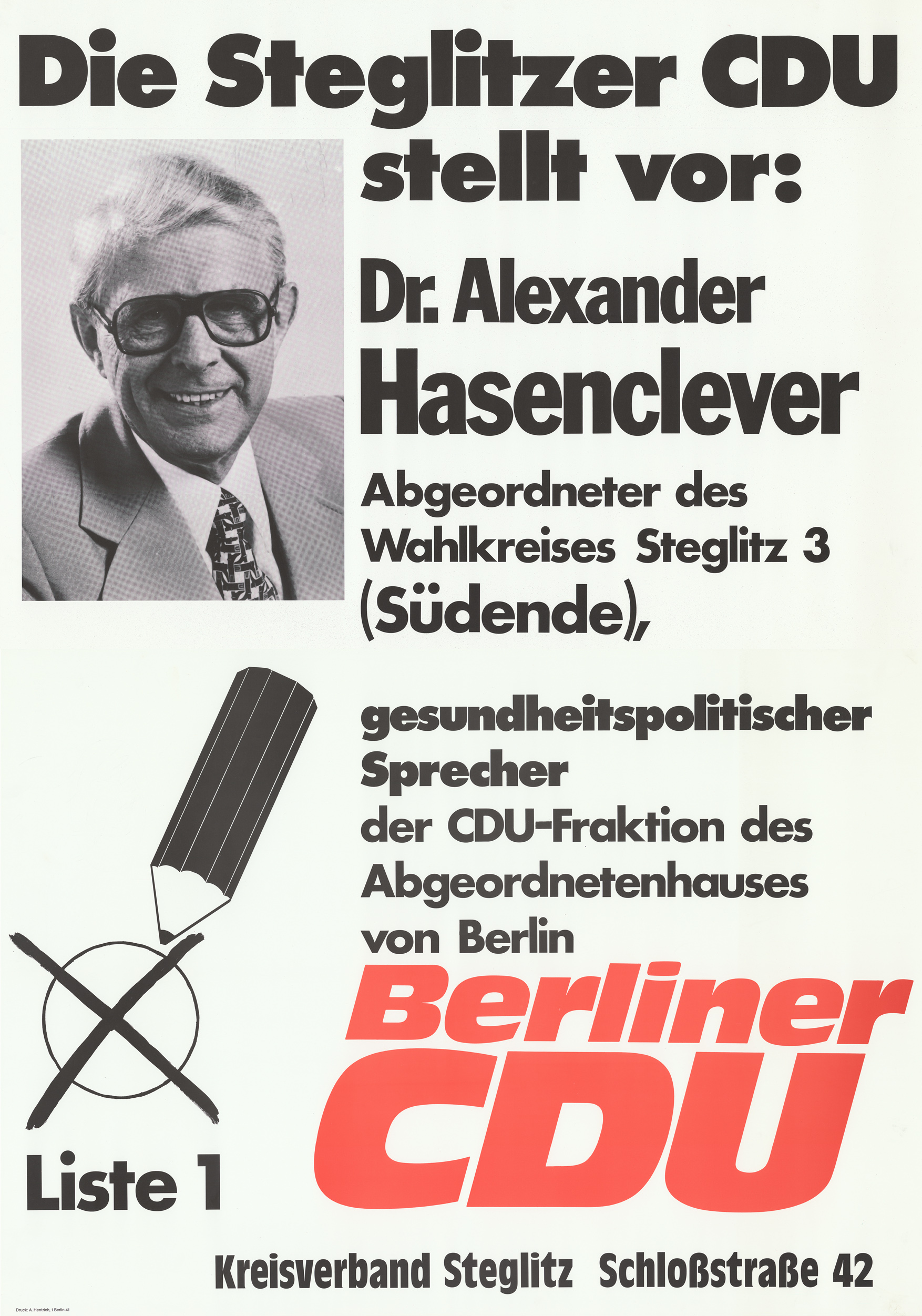
Wahlplakat 1979

Alexander Hasenclever (* 6. August 1918 in Orechowo-Sujewo bei Moskau; † 28. Dezember 1990 in  Berlin) war ein deutscher Arzt und Berliner Politiker (CDU).

## Leben
Alexander Hasenclever studierte in Berlin und Rostock Medizin und wurde 1943 zum Dr. med. promoviert. Nach Tätigkeiten als Assistenzarzt an der Berliner Charité und als niedergelassener Praktischer Arzt und Internist wirkte er von 1957 bis 1961 im Vorstand der Kassenärztlichen Bundesvereinigung in Berlin. Ab 1962 war er bei der Berliner Ärztekammer für Honorarfragen und Fragen der Reformierung des Systems der Gesetzlichen Krankenversicherung zuständig. Von 1967 bis 1971 war Hasenclever Präsident der Berliner Ärztekammer.
In den Jahren 1963 bis 1967 und von 1969 bis 1981 war er für die CDU Mitglied des Berliner Abgeordnetenhauses. Für seine Verdienste wurde er im Jahr 1984 zum Stadtältesten von Berlin ernannt. 

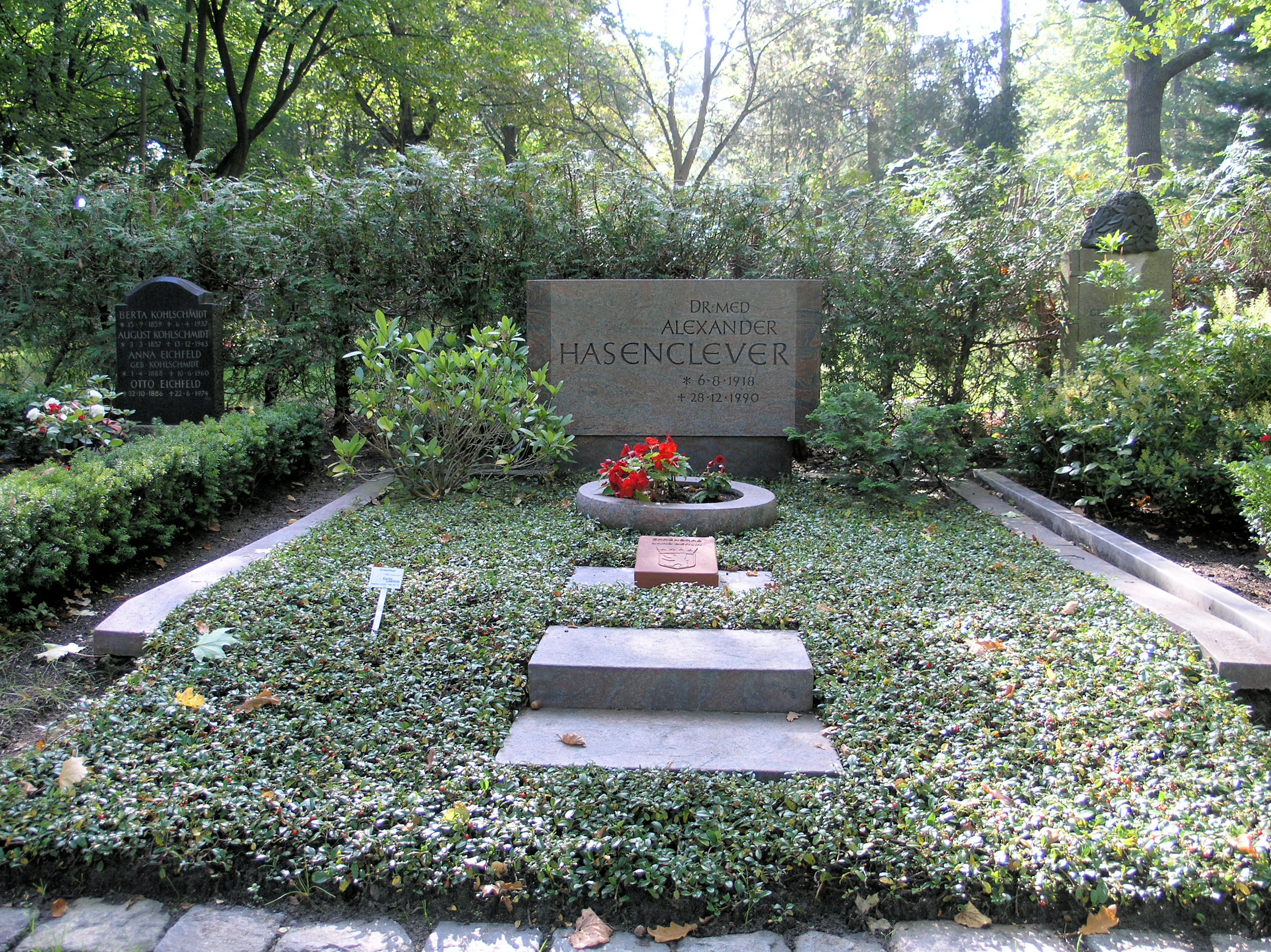
Ehrengrab, Bergstraße 38, in Berlin-Steglitz

Nach seinem Tod wurde er in einem Ehrengrab der Stadt Berlin in der Abt. IK-1.WR-Norden-12 auf dem Friedhof Steglitz in der Bergstraße beigesetzt.

## Werke
- Untersuchungen über die Beziehungen zwischen Kochsalz und dem Kohlehydratstoffwechsel (Diss.), o. O. (Berlin), 1943